# Сабу Мартинес
Луис „Сабу“ Мартинес (на английски: Louis „Sabu“ Martinez) е американски изпълнител на конга и перкусионист. Виден представител на кубоп движението през 50-те години, той участва в множество важни записи и концертни изпълнения през този период. Мартинес записва и няколко собствени албума, смятани днес за класически примери на латинския джаз.

## Биография
Роден на 14 юли 1930 година в Ню Йорк, Мартинес започва професионалната си кариера като музикант едва единадесетгодишен. През 1948 година той заема мястото на Чано Посо като перкусионист в оркестъра на Дизи Гилеспи, а през следващата година започва да свири в оркестъра на Бени Гудман. През следващите 15 години той работи с много известни музиканти, като Чарли Паркър, Дюк Елингтън, Каунт Бейзи, Тони Бенет и Хари Белафонте.
През 1957 година Сабу Мартинес създава собствена група и записва дебютния си албум „Palo Congo“. През следващите години той издава още два собствени албума, „Sabu's Jazz Espagnole“ (1961) и „Afro Temple“ (1973). През 1967 година заминава за Швеция, където работи до края на живота си.
Сабу Мартинес умира на 13 януари 1979 година.